# Kenji Kamiyama
Kenji Kamiyama (神山 健治; prefettura di Saitama, 20 marzo 1966) è un regista giapponese.

## Biografia
È diventato un libero professionista abilitato alla direzione artistica dopo aver lavorato per lo Studio Fuga. A partire dal 1993, anno in cui ha lavorato a Hakkenden - Il branco dei guerrieri leggendari, ha diretto produzioni minori come spezzoni di sequenze animate all'interno dei videogiochi. Il suo maestro è il regista Mamoru Oshii.
Dopo una carriera come disegnatore di fondali e in seguito direttore artistico, con una filmografia che include film quali Akira e Kiki - Consegne a domicilio, Kamiyama entra a far parte del Team Oshii presso lo studio Production I.G. Il risultato di questo training è il film Blood: The Last Vampire di cui sviluppa il concept (insieme a Junichi Fujisaki, futuro regista di Blood+) e scrive la sceneggiatura.
La collaborazione con Oshii prosegue con il film Jin-Roh, a cui partecipa come direttore di sequenza. Il debutto alla regia arriva nel 2002 con un altro titolo legato a Mamoru Oshii, ovvero Mini Pato, parodia di Patlabor. Giunge tuttavia all'attenzione internazionale con la serie televisiva Ghost in the Shell: S.A.C., seguita da una seconda stagione, S.A.C. 2nd GIG e dal lungometraggio S.A.C. Solid State Society tutte per Production I.G.
Nel 2007, dopo quasi sei anni di lavoro sul mondo di Stand Alone Complex, dirige una nuova serie Seirei no moribito (Guardian of the Sacred Spirit), tratta dalla saga di romanzi fantasy di Nahoko Uehashi. Nel 2009 è ideatore e regista della serie Higashi no Eden. Ha partecipato come attore nel film in superlivemation di Mamoru Oshii Tachiguishi Retsuden (Tachigui: Le straordinarie vite dei Maestri del fast food). Ha vinto il premio "Best Individual/Individual Achievement" alla nona fiera dell'animazione di Kōbe.

## Opere
- Burn-Up (1991) (Art director)
- Hakkenden - Il branco dei guerrieri leggendari (1990-1991, 1993-1995) Art director
- Rōjin Z (1991) (Assistant Art Director)
- Genocyber (1994) (Art Director)
- Jin-Roh - Uomini e lupi (1998) (Animation director)
- Wild Arms: Twilight Venom (1999-2000) (scripts for episodes 3, 10 and 21)
- Medarot (1999-2000) (storyboards for episodes 19, 34, 41, 48 and episode director for 34, 41, 48)
- Popolocrois Story II (2000) (storyboards)
- Blood: The Last Vampire (2000) (Screenplay, Planning Assistance)
- Mini Pato (2002) (Director)
- Ghost in the Shell: Stand Alone Complex (2002-2003) (Director, Series Composition, Script, Storyboard, Chief Writer)
- Ghost in the Shell: Stand Alone Complex - 2nd GIG (2004-2005) (Director, Series Composition, Script, Storyboard, Chief Writer)
- Ghost in the Shell: S.A.C. Solid State Society (2006) (Director, Script, Storyboard)
- Seirei no Moribito (2007) (Director, Script)
- Higashi no Eden (TV Series) (2009) (Director, Series Composition, Script, Storyboard, Chief Writer)
- Higashi no Eden - Air Communication (Film) (2009) (Director, screenplay)
- Higashi no Eden - The King of Eden (Film) (2009) (Director, screenplay)
- Higashi no Eden - Paradise Lost (Film) (2010) (Director, screenplay)
- Ghost in the Shell: Stand Alone Complex - Solid State Society 3D (2011) (Director, Script, Storyboard)
- Xi AVANT (2011) (Director, Script, Storyboard)
- 009 Re:Cyborg (Film) (2012) (Director, Script)
- Mō hitotsu no mirai o (ONA) (2013) (Director)
- Ultraman (ONA) (2019–2023) (Director)
- Star Wars: Visions (ONA) (2023) (episode 1x05)
- Squalificati - Ranger Reject (2024) (Animation supervisor)
- Il Signore degli Anelli - La guerra dei Rohirrim (The Lord of the Rings - The War of the Rorrhim) (Film) (2024) (Director)